# اندرو کوجی
اندرو کوجی (به انگلیسی: Andrew Koji) (زاده ۱۹۸۷) یک بازیگر و رزمی‌کار بریتانیایی است. او نقش اصلی خود را در نقش اصلی در محصول کمپانی سینمکس در سریال مبارز (۲۰۱۹–۲۰۲۳) داشت.او در فیلم سنکا بازی کرده است.
کوجی در سال ۱۹۸۷ از مادری انگلیسی و پدری ژاپنی به دنیا آمد. وقتی او جوان بود والدینش از هم جدا شدند و او توسط مادرش در اپسم، ساری بزرگ شد.
کوجی در دوران نوجوانی کار خود را با کارهای اضافی و ساخت فیلم‌های کوتاه شروع کرد. در ۱۸ سالگی در حالی که هنوز در هنرهای رزمی آموزش می‌دید به تایلند نقل مکان کرد و کارهای کوچکی را در صنعت فیلم انجام می‌داد.